# Hmoždinka

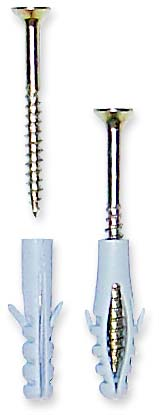
Hmoždinka s vrutem

Hmoždinka je vložka pro upevnění vrutů, šroubů, závitových tyčí v pevných, nepružných materiálech, nejčastěji zdivu staveb nebo stavebních deskových materiálech.
Český název je odvozen od slova hmoždit (= namáhat, deformovat) a to proto, že tato je při dotahování deformována tak, že se zatahuje do daného otvoru.

## Historie
Hmoždinka se vyvinula z původních dřevěných špalíčků, sádrovaných do otvorů ve zdech. Když se rozšířilo jednoduché vrtání malých děr do zdiva pomocí ručních elektrických vrtaček, začaly se používat dřevěné kuželové kolíky zatloukané do otvorů.
První hromadně vyráběnou hmoždinku patentoval roku 1911 zakladatel firmy Rawl John Joseph Rawlings na patentovém úřadě v Londýně. O rok později získal registraci na název rawlplug. 14. ledna 1913 získal patent pod číslem 22680/11. Sestávala z konopné šňůry napuštěné zvířecí krví, do které se šrouboval příslušný šroub. Od roku 1926 vyráběla německá společnost Upat v Hamburku první hmoždinky z konopné šňůry s vlisovanou plechovou vložkou. První skutečně univerzálně použitelnou nylonovou hmoždinku si nechal pod označením „Fischer S“ patentovat Artur Fischer, zakladatel společnosti fischerwerke, v roce 1957.

## Současnost

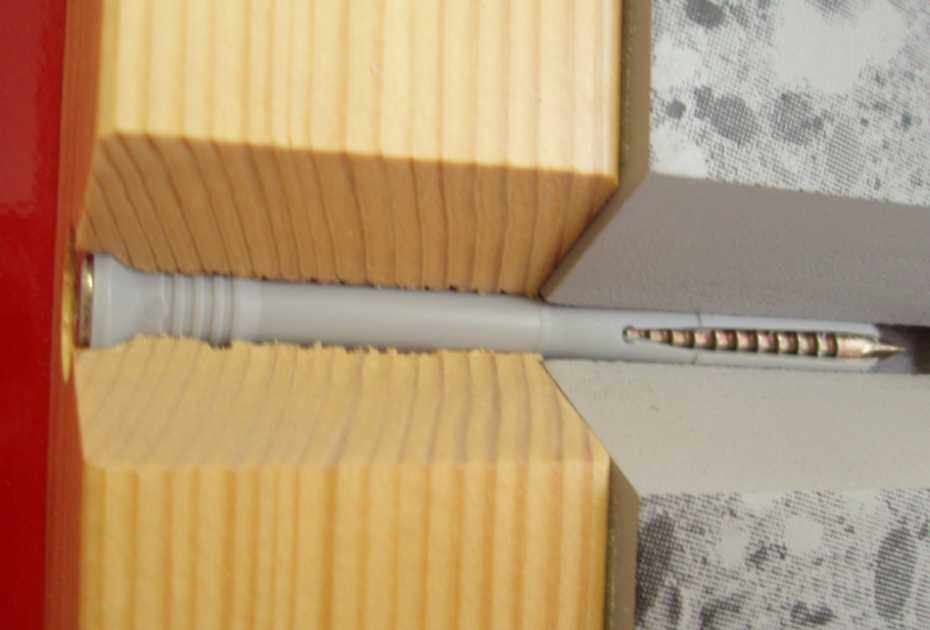
Natloukací hmoždinka pro průvlečnou montáž

V současné době se většinou vyrábí z plastů, kvalitnější z nylonu, ale existují i kovové varianty (ocelové, nerezové, mosazné), pro které je vžité označení kotvy. Protože existuje mnoho typů stavebních materiálů a možností montáže, vyrábí se i mnoho druhů speciálních hmoždinek.
Pro běžné použití se vyrábí plastové hmoždinky pro průměr vrtané díry 4, 5, 6, 8, 10, 12, 14, 16 a 20 mm, kovové kotvy mají rozsah několikanásobně větší (až například do 70 milimetrů). Díky používání chemického kotvení je rozsah téměř neomezený.
Pro většinu typů hmoždinek se musí nejprve vytvořit odpovídající otvor pro uchycení, například pomocí vrtačky. U některých druhů se zašroubováním vrutu hmoždinka roztáhne a připevní k okolnímu materiálu, pojistkou jsou zpětně mířící zuby nebo uzel, který vytvořila hmoždinka v dutině. Moderní druhy hmoždinek například do sádrokartonu, či pórobetonu vrtání otvoru nepotřebují, do materiálu se jen zašroubují nebo zatlučou. Natloukací hmoždinky, navzdory svému názvu, však vyvrtaný otvor potřebují. Hmoždinka je vedena nejen v podkladu, ale i přes připevňovaný materiál. Hmoždinku zlehka zaklepneme kladivem, tak aby byla celá v materiálu, a šroub potom dotáhneme šroubováním. Využití je zejména při montážích roštů a lišt, kdy spoj není pohledový. Výhodou je, že otvor do nosného i do připevňovaného materiálu vyvrtáme naráz, v jedné operaci a není potřeba zdlouhavého vyměřování.
Hmoždinka umožňuje rozložit síly do plochy v upevňovaném materiálu. Takto vytvořená síla musí být rovnocenná nebo vyšší, než síla vytvořená tíhou uchycovaného předmětu. Při uchycení velmi těžkých materiálů do stěn apod. je nutné sílu rozložit do více hmoždinek.
Důležité je, aby vrut svojí délkou dosáhl až za hmoždinku. Jen tak lze zcela využít její potenciál.

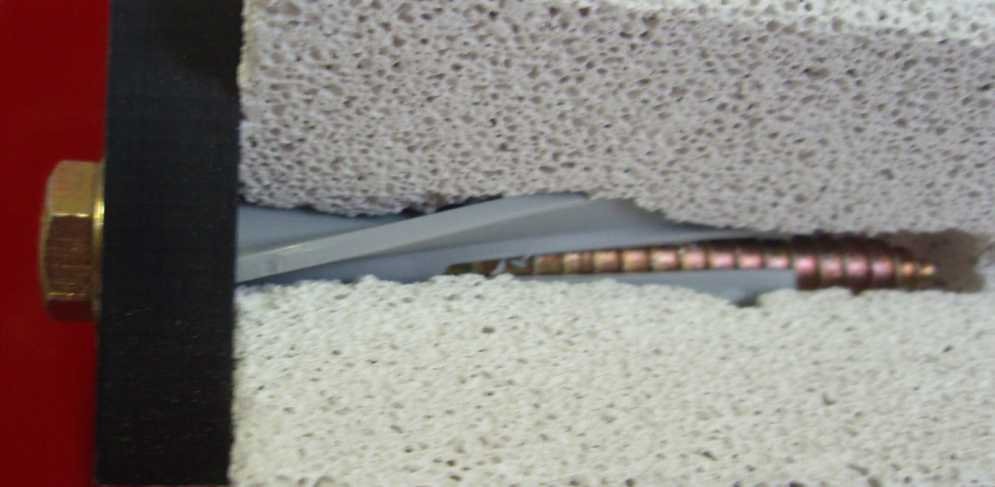
Hmoždinka pro pórobeton (předsazená montáž)

## Truhlářské hmoždinky
Označení hmoždinka se přeneslo také na dřevěné kolíky, jež slouží pomocí lepidla ke spojování dřevěných a podobných dílů.
Pro tyto kolíky se dříve používal název „týbl“ (nebo „dýbl“) z něm. Dübel. Jelikož v němčině toto slovo znamená obecně kolík jak do zdi tak do dřeva, bylo v češtině označení hmoždinka použito i pro tyto kolíky, třebaže se při použití nijak nedeformují.
Truhlářské hmoždinky se vyrábějí z tvrdého dřeva v různých průměrech a délkách (i jako tyčky), a to buď hladké nebo rýhované (do dřevotřísky).